# Leopoldo Luque
Leopoldo Jacinto Luque (3 tháng 5 năm 1949 – 15 tháng 2 năm 2021) là một cầu thủ bóng đá người Argentina chơi ở vị trí tiền đạo.

## Sự nghiệp

### Câu lạc bộ
Trong sự nghiệp kéo dài từ năm 1972 đến năm 1984, Leopoldo Luque đã thi đấu cho Unión de Santa Fe, Rosario Central, River Plate, Racing Club de Avellaneda và Chacarita Juniors.
Ngày 22 tháng 2 năm 1976, Luque đã ghi được 5 bàn thắng trong 1 trận đấu mà đội bóng của ông, River Plate, đánh bại San Lorenzo de Almagro với tỷ số 5–1.

### Quốc tế
Ông là nhà vô địch bóng đá thế giới năm 1978. Tại World Cup 1978, ông ghi bàn thắng đầu tiên trong trận ra quân gặp Hungary. Trận thứ hai, ông đã ghi một bàn thắng tuyệt đẹp khi vô lê tung lưới đội tuyển Pháp, sau đó ông bị thương ở khuỷu tay trái và phải nghỉ 2 trận. Ông trở lại trong 3 trận đấu cuối cùng của giải đấu, bao gồm cả trận chung kết với Hà Lan.
Luque còn cùng tuyển Argentina tham dự Cúp Nam Mỹ 1975 (Copa América) và đồng sở hữu danh hiệu "Vua phá lưới" với 4 bàn thắng, cũng như tại Giải Vô địch Thế giới thu nhỏ Mundialito 1980 (Copa de Oro de Campeones Mundiales) với sự hiện diện của các nhà vô địch thế giới Uruguay (nước chủ nhà), Brasil, Tây Đức và Hà Lan (2 lần Á quân World Cup).

### Sau khi giải nghệ
Luque làm thư ký thể thao của tỉnh Mendoza.

## Qua đời
Ngày 15 tháng 2 năm 2021, Leopoldo Luque qua đời do lên cơn đau tim tại bệnh viện khi đang điều trị COVID-19.

## Thống kê sự nghiệp

### Thành tích tại FIFA World Cup
|                | Số trận | Bàn thắng | Kết quả |
| -------------- | ------- | --------- | ------- |
| World Cup 1978 | 5       | 4         | Vô địch |

### Bàn thắng quốc tế
Bàn thắng của Argentina được ghi trước.
| #   | Ngày                 | Địa điểm                                              | Đối thủ   | Bàn thắng | Kết quả | Giải đấu                 |
| --- | -------------------- | ----------------------------------------------------- | --------- | --------- | ------- | ------------------------ |
| 1   | 3 tháng 8 năm 1975   | Estadio Olímpico, Caracas, Venezuela                  | Venezuela | 1–0       | 5–1     | Copa América 1975        |
| 2   | 3 tháng 8 năm 1975   | Estadio Olímpico, Caracas, Venezuela                  | Venezuela | 3–1       | 5–1     | Copa América 1975        |
| 3   | 3 tháng 8 năm 1975   | Estadio Olímpico, Caracas, Venezuela                  | Venezuela | 4–1       | 5–1     | Copa América 1975        |
| 4   | 10 tháng 10 năm 1975 | Estadio Gigante de Arroyito, Rosario, Argentina       | Venezuela | 11–0      | 11–0    | Copa América 1975        |
| 5   | 8 tháng 4 năm 1976   | Sân vận động José Amalfitani, Buenos Aires, Argentina | Uruguay   | 2–0       | 4–1     | Copa del Atlántico 1976  |
| 6   | 9 tháng 6 năm 1976   | Estadio Centenario, Montevideo, Uruguay               | Uruguay   | 1–0       | 3–0     | Copa del Atlántico 1976  |
| 7.  | 27 tháng 2 năm 1977  | Estadio Boca Juniors, Buenos Aires, Argentina         | Hungary   | 3–0       | 5–1     | Giao hữu                 |
| 8   | 27 tháng 2 năm 1977  | Estadio Boca Juniors, Buenos Aires, Argentina         | Hungary   | 5–0       | 5–1     | Giao hữu                 |
| 9   | 29 tháng 5 năm 1977  | Estadio Boca Juniors, Buenos Aires, Argentina         | Ba Lan    | 2–1       | 3–1     | Giao hữu                 |
| 10  | 24 tháng 8 năm 1977  | Estadio Boca Juniors, Buenos Aires, Argentina         | Paraguay  | 1–0       | 3–0     | Copa Félix Bogado        |
| 11  | 24 tháng 8 năm 1977  | Estadio Boca Juniors, Buenos Aires, Argentina         | Paraguay  | 2–0       | 3–0     | Copa Félix Bogado        |
| 12  | 23 tháng 3 năm 1978  | Estadio Nacional de Lima, Lima, Peru                  | Perú      | 1–0       | 3–1     | Copa Ramón Castilla 1978 |
| 13  | 3 tháng 5 năm 1978   | Estadio Boca Juniors, Buenos Aires, Argentina         | Uruguay   | ?–0       | 3–0     | Giao hữu                 |
| 14. | 2 tháng 6 năm 1978   | Estadio Monumental, Buenos Aires, Argentina           | Hungary   | 1–1       | 2–1     | World Cup 1978           |
| 15  | 6 thấng 6 năm 1978   | Estadio Monumental, Buenos Aires, Argentina           | Pháp      | 2–1       | 2–1     | World Cup 1978           |
| 16  | 21 tháng 6 năm 1978  | Estadio Gigante de Arroyito, Rosario, Argentina       | Perú      | 4–0       | 6–0     | World Cup 1978           |
| 17  | 21 tháng 6 năm 1978  | Estadio Gigante de Arroyito, Rosario, Argentina       | Perú      | 6–0       | 6–0     | World Cup 1978           |
| 18  | 2 tháng 6 năm 1979   | Hampden Park, Glasgow, Scotland                       | Scotland  | 1–0       | 3–1     | Giao hữu                 |
| 19  | 2 tháng 6 năm 1979   | Hampden Park, Glasgow, Scotland                       | Scotland  | 2–0       | 3–1     | Giao hữu                 |
| 20  | 21 tháng 5 năm 1980  | Praterstadion, Vienna, Áo                             | Áo        | 2–0       | 5–1     | Giao hữu                 |
| 21  | 16 tháng 12 năm 1980 | Estadio Olímpico de Córdoba, Córdoba, Argentina       | Thụy Sĩ   | 2–0       | 5–0     | Giao hữu                 |

## Danh hiệu
River Plate
- Vô địch Primera División: 1975 Nacional, 1977 Metropolitano, 1979 Metropolitano, 1979 Nacional, 1980 Metropolitano

 Argentina
- Vô địch FIFA World Cup: 1978

Cá nhân
- Vua phá lưới Copa América: 1975